# Holly Grove
Holly Grove é uma cidade localizada no estado americano de Arkansas, no Condado de Monroe.

## Demografia
Segundo o censo americano de 2000, a sua população era de 722 habitantes.
Em 2006, foi estimada uma população de 622, um decréscimo de 100 (-13.9%).

## Geografia
De acordo com o United States Census Bureau, a localidade tem uma área de 1,8 km², sem área coberta por água. Holly Grove localiza-se a aproximadamente 50 m acima do nível do mar.

## Localidades na vizinhança
O diagrama seguinte representa as localidades num raio de 32 km ao redor de Holly Grove.